# Raionul Tetiiv, Kiev
Tetiiv (în ucraineană Тетіївський район, transliterat: Tetiivskîi raion) este un fost raion în regiunea Kiev, Ucraina. Reședința sa este orașul Tetiiv.

## Demografie
Componența lingvistică a raionului Tetiiv
     Ucraineană (98,24%)
     Rusă (1,52%)
     Alte limbi (0,16%)
Conform recensământului din 2001, majoritatea populației raionului Tetiiv era vorbitoare de ucraineană (98,24%), existând în minoritate și vorbitori de rusă (1,52%).